# سایبرنایف

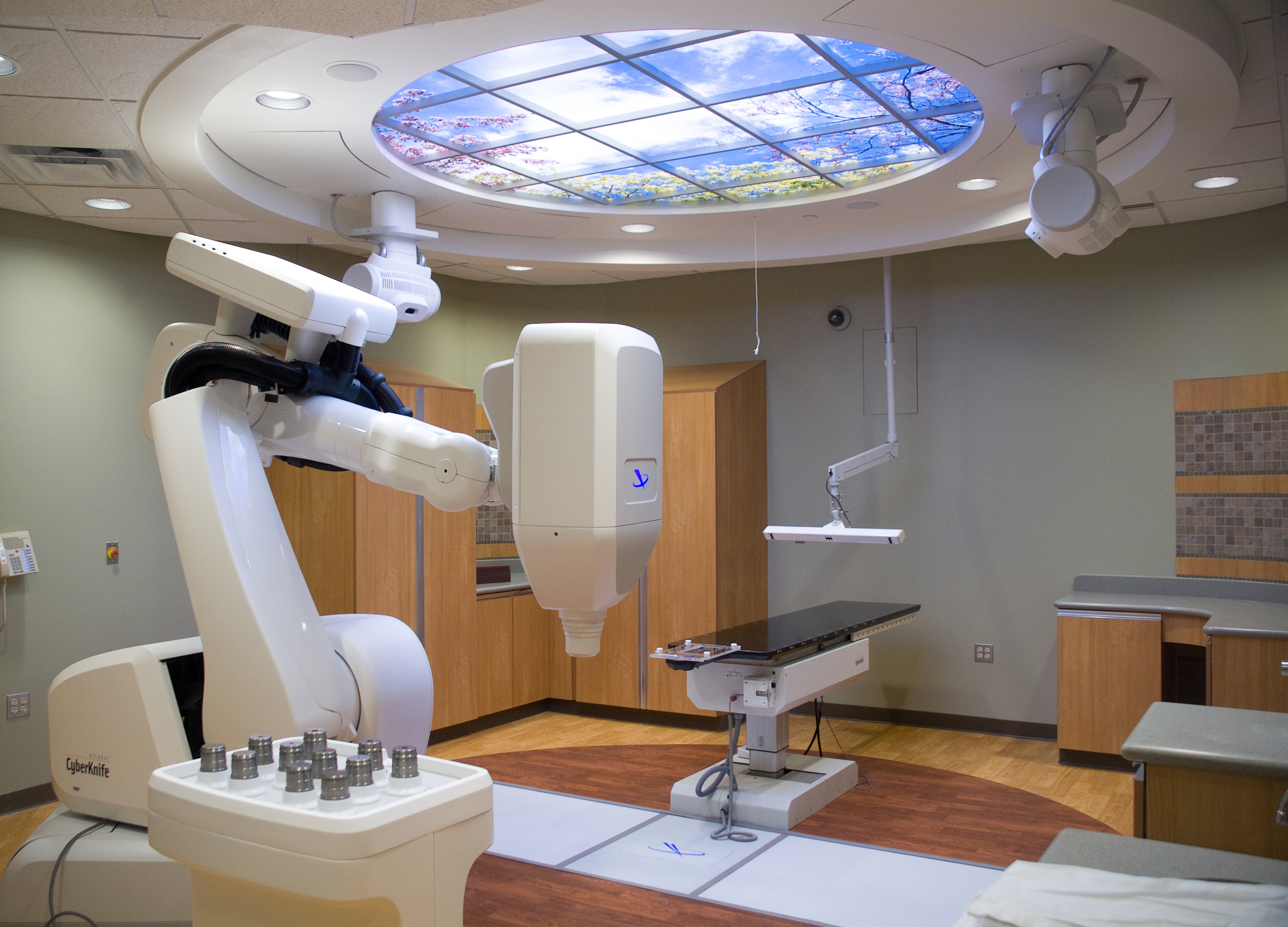
دستگاه چاقوی سایبری

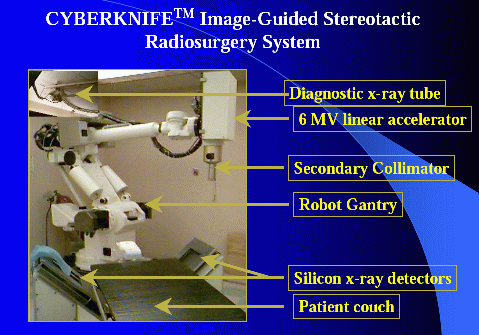

سایبرنایف (به انگلیسی: Cyberknife) نوعی تکنیک پرتودرمانی در فیزیک پزشکی است.
سیستم‌های سایبرنایف از یک هدایتگر روبوتی بهره می‌برند و غالباً برای مداوای معضلاتی همانند غدد سرطانی استفاده می‌شوند.
این سیستم‌ها که توسط دانشگاه استنفورد در سال ۱۹۹۰ ابداع گردیدند به یک لیناک کوچک ۲۵۰MV برای عملیات پرتوزایی مجهزند.

## درمان سرطان با سایبرنایف
سایبرنایف جدیدترین روش درمان تومورهای سرطانی به صورت جراحی بسته می‌باشد و کاملاً می‌تواند جایگزینی برای عمل جراحی باز باشد با این تفاوت که درمان با این روش بدون درد، خونریزی و کمترین عوارض جانبی برای بیماران سرطانی می‌باشد.
علاوه بر این درصد موفقیت و نابود کردن تومورهای سرطانی با این روش بسیار بالاست.
سایبر نایف روباتی است که که به روشی غیر تهاجمی و با هدف قرار دادن بسیار پر قدرت و دقیق تومورسرطانی یا غیر سرطانی، به پرتو درمانی می‌پردازد که جایگزین بسیار مناسبی برای عمل‌های جراحی برای خارج کردن تومور است. با استفاده ازعکسبرداری‌های لحظه ایی و دقت بالای این روبات هم‌اکنون پزشکان می‌توانند سرطان‌هایی را که هیچگاه تصور نمی‌شد قابل درمان یا در دسترس جراحان باشند را درمان کنند.
سایبر نایف با بازوی روباتیک خود وبا پرتوهای هماهنگ وارسال آن از مسیرهای چندگانه محل دقیق تومور را هدف و تومور را نابود کند . به وسیله این روش درمان ، میزان عوارض جانبی کاهش پیدا می‌کند زیرا این دستگاه پرتوهای تابشی را به محل دقیق تومور می‌تاباند و از درگیر کردن بافت‌های سالم آن خودداری می‌شود.
بنابراین استفاده از این روش برای درمان تومورهایی که در محل‌های بسیار حساس (مانند تومور مغزی یا تومور نخاع) بسیار مفید و حیاتی می‌باشد . به وسیلهٔ بازوهای روباتیک سایبر نایف دیگر نیازی به استفاده از قالب سر و فیکس کردن سر بیمار در پرتو درمانی تومور مغزی نیست و این درمان را برای بیمار بدون درد خواهد کرد.
به علاوه، تکنولوژی جدید سایبر نایف می‌تواند هدف‌های متحرک مانند سرطان شش و ریه را هم نابود کند. این دستگاه قابلیت تنظیم بر اساس حرکات مرتب سینه هنگام نفس کشیدن را دارد . این باعث می‌شود که دیگر نیازی به نگهداشتن نفس توسط بیمار نباشد و درمان با سرعت بیشتری پیش رود. بدون هیچ برش یا بیهوشی در طول درمان، اکثر بیماران می‌توانند پس از پایان جلسه درمان به زندگی عادی خود برگشته و به فعالیت روزانه خود بپردازند.
نتیجه عمل به وسیله سایبر نایف در بسیاری ازغدد سرطانی بدن مخصوصاً مغز، نخاع، شش، کلیه ، پانکراس ، ستون فقرات و پروستات شگفت انگیز است و درصد بسیار بالایی از بیمارن هیچ گاه دیگربه بیمارستان بر نمی‌گردند . باید در نظر گرفت که سایبر نایف برای تمامی تومورهای سرطان قابل استفاده نمی‌باشد به عنوان مثال نمیتوان از سایبر نایف جهت درمان سرطان سینه یا کولون استفاده نمود.

## نحوه کلی درمان بوسیله سیستم روباتیک سایبر نایف
مرحله اول : بسته به نوع تومور سرطان از بیمار ام آر آی ویا سی تی اسکن تهیه می‌شود.
مرحله دوم : اطلاعات سی تی اسکن و ام آر آی به سیستم کامپیوتری سایبر نایف جهت برنامه‌ریزی درمان داده می‌شود . نرم‌افزار پیشرفته این سیستم روباتیک به صورت بسیار دقیق برای نابود کردن تومور ، نوع ، مقدار و جهت تابش پرتو را برنامه‌ریزی می‌کند . در این مرحله با نظر متخصص مشخص میگردد چند جلسه برای درمان تومور کافی می‌باشد.
مرحله سوم :بیمار به اتاق سایبر نایف انتقال پیدا کرده و بر روی تخت دراز میکشد و در حالی که ماسکی بر روی صورت دارد و به موسیقی گوش می‌کند و بدون درد مورد درمان قرار میگیرد. معولا هر دوره کمتر از 50 دقیقه به طول مینجامد و بیمار می‌تواند بعد از آن به محل اقامت خود بازگردد
بسته به نوع تومور تعداد جلسات سایبر نایف مشخص می‌شود که به صورت معمول بین 3 تا 10جلسه خواهد بود هر چند در تومورهای پیشرفته جلسات بیشتری نیاز است.
سایبرنایف در کشورهای متعددی همچون آمریکا، انگلستان، آلمان، ترکیه وجود دارد.
بتازگی یک دستگاه سایبر نایف در یکی از مراکز درمانی شیراز کارگذاری و در حال بهره برداری می باشد.